# Связь в Армении
| Связь в Армении               | Связь в Армении |
| ----------------------------- | --------------- |
|                               |                 |
|                               |                 |
| Стационарные телефоны (2008): | 2.1 млн         |
| Мобильные телефоны (2009):    | 4.5 млн         |
| Домены:                       | .am, .հայ       |
| Телефонный код:               | +374            |

Эта статья о телекоммуникационных системах в Армении.

## Мобильная связь
По состоянию на 2017 год в Армении 3,5 миллиона абонентов, а уровень проникновения — 120%.
| Место | Оператор | Технология | Абоненты (в млн)          | Владелец              |
| ----- | -------- | --- | ------------------------- | --------------------- |
| 1     | Viva     | GSM-900/1800 МГц (GPRS, EDGE) UMTS-900/2100 МГц (Band: B1/B8) (UMTS, HSDPA) LTE-1800/2600 МГц (Band: B3/B7) (LTE)         | 2.2 (первый квартал 2022) | Fedilco Group Limited |
| 2     | Team     | GSM-900/1800 МГц (GPRS, EDGE) UMTS-900/2100 МГц (Band: B1/B8) (UMTS, HSDPA) LTE (900 МГц, 1800 МГц)                       | 1.0 (ноябрь 2017)         | Телеком Армения       |
| 3     | Ucom     | GSM-900/1800 МГц (GPRS, EDGE) UMTS-900/2100 МГц (Band: B1/B8) UMTS, HSDPA LTE-800/1800/2600 МГц (Band: B3/B7/B20) (LTE-A) | 0.933 (декабрь 2017)      | Ucom                  |

В настоящее время в Армении действуют три оператора мобильной связи: Viva, Ucom и Team. Все три предлагают услуги как 2G, так и 3G, а также 4G. Все три сети являются современными и надёжными, с магазинами, расположенными в крупных городах, где можно приобрести сим-карту или получить помощь при необходимости. Большинство разблокированных мобильных телефонов можно использовать в роуминге, однако взимается плата за сеть. Ucom и Viva часто рекомендуют туристам из-за разнообразия доступных тарифов и помощи на разных языках.

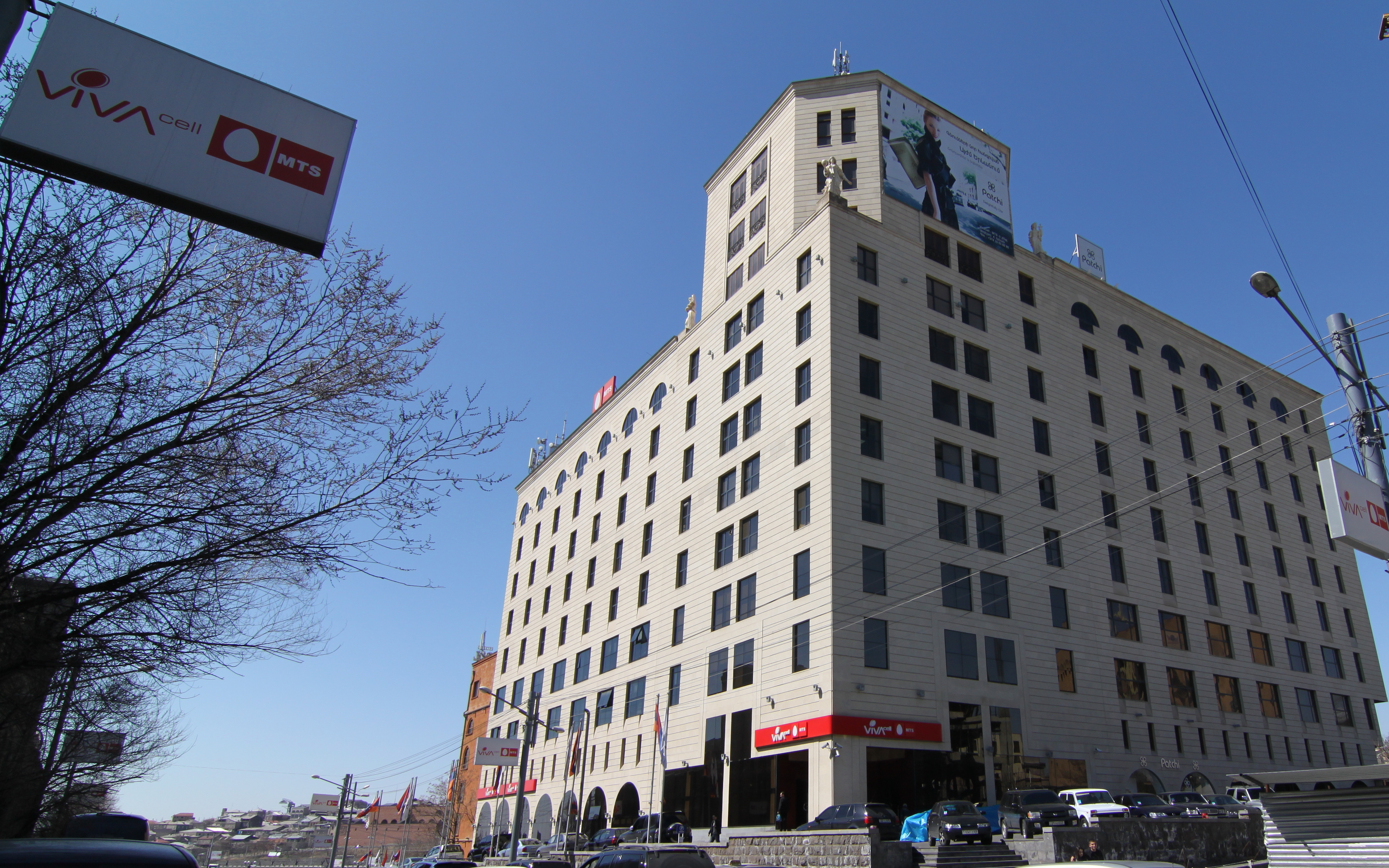
Штаб-квартира Viva, ведущего оператора мобильной связи в Армении.

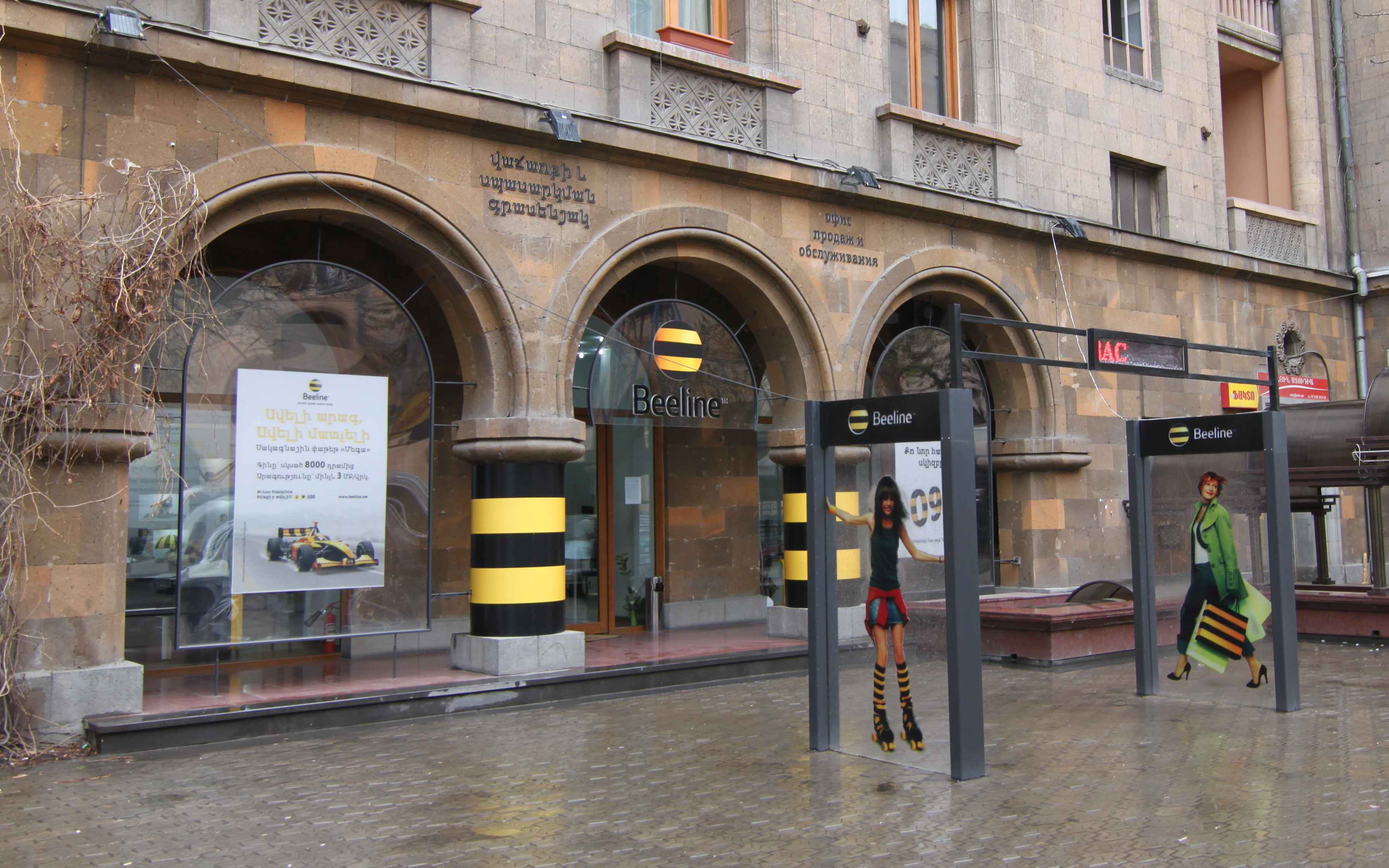
Магазин услуг Team на улице Амиряна в центре Еревана.

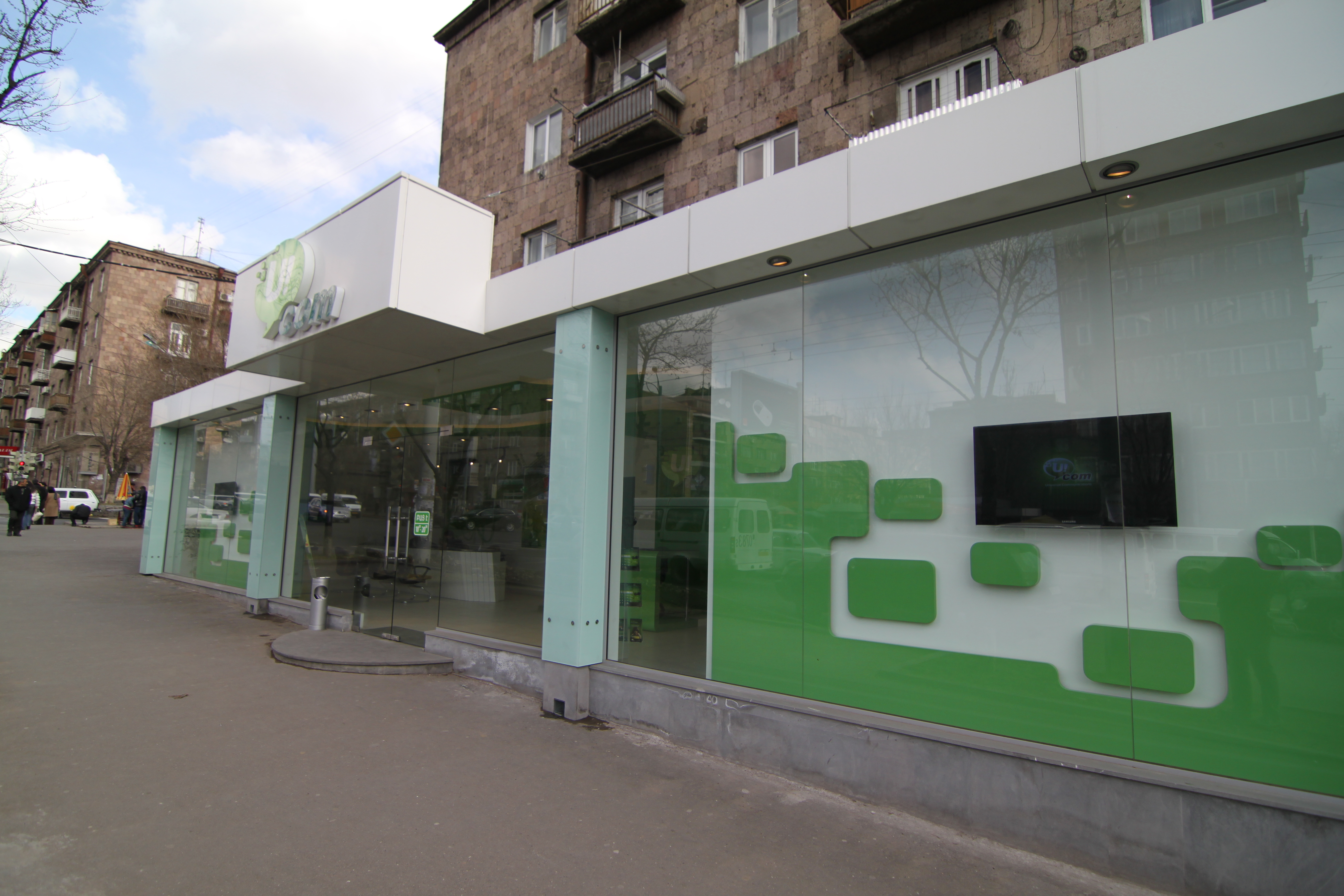
Сервисный центр Ucom в общине Арабкир г. Еревана.

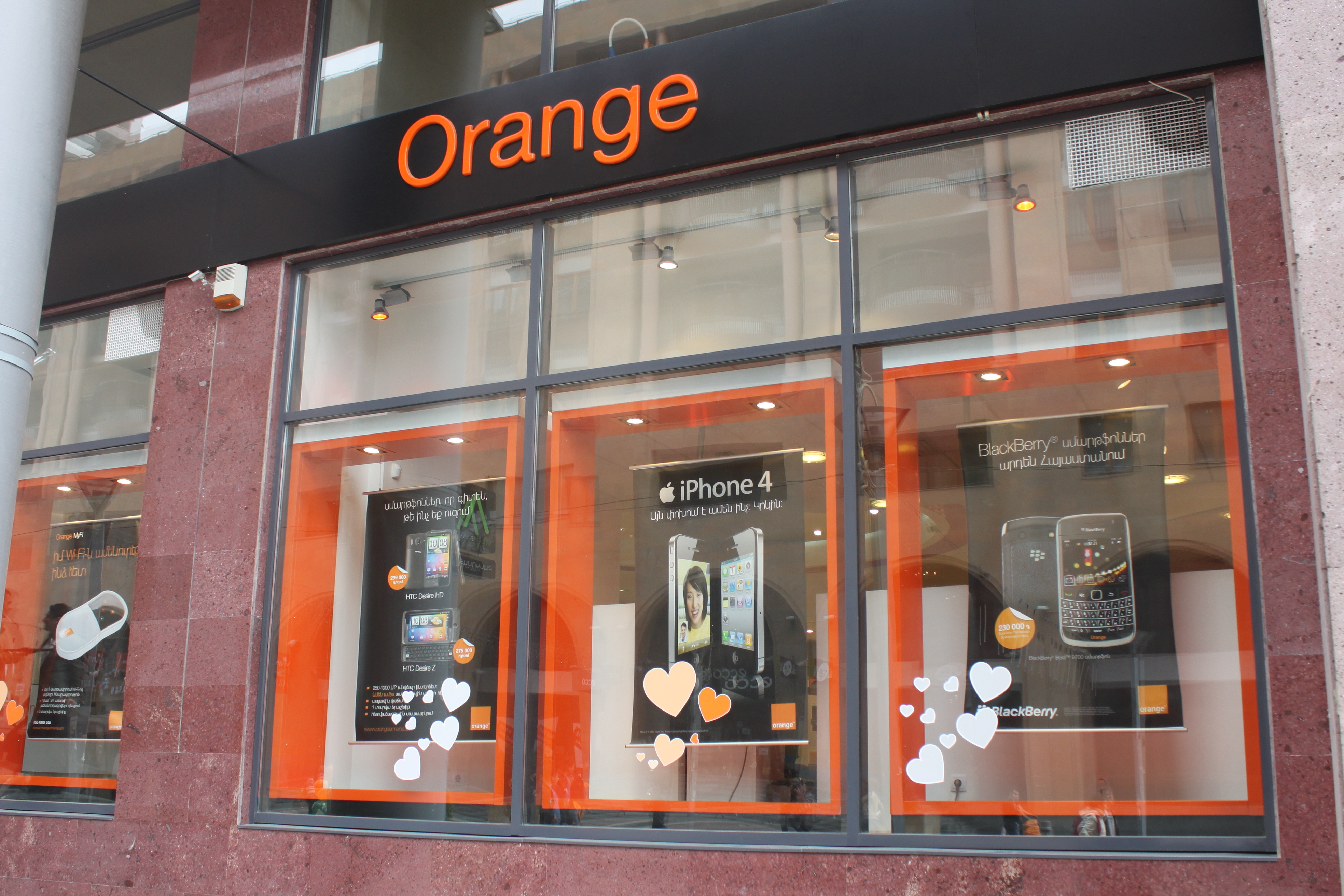
В витрине флагманского филиала Orange рекламируются различные смартфоны и маршрутизатор 3G Internet WiFi. В ноябре 2009 года Orange стал третьим оператором мобильной связи в Армении, предложив тарифный план 3G-доступа в Интернет по очень конкурентоспособной цене. После того, как Ucom купила акции Orange в 2015 году, магазины обслуживания Orange были преобразованы в магазины Ucom.

### Международная система
Ереван подключён к оптоволоконному кабелю Транс-Азия-Европа через Грузию. Дополнительная международная услуга доступна посредством микроволнового радиорелейного и стационарного подключения к другим странам СНГ, Московского международного коммутатора и спутниковой связи.
Магистральные сети армянских сетей составляют линии E3 или STM-1 через микроволновые блоки по всей стране с множеством пассивных ретрансляций.

## Услуги проводной телефонной связи
Традиционно в Армении хорошо развита фиксированная телефонная связь. Согласно официальным статистическим данным Международного союза электросвязи, на 2017 год в Армении было 505 190 абонентов фиксированной телефонной связи (жители и предприятия), или 17,24 абонента на 100 жителей. Количество пользователей фиксированной телефонной связи значительно сократилось по сравнению с предыдущими 10 годами с 20,41 в 2006 году. Основная причина снижения — замена фиксированной связи на мобильную.

## Радио
По состоянию на 2008 год в Армении насчитывается 9 станций AM, 17 станций FM и одна коротковолновая станция. Кроме того, существует около 850 000 радиостанций.

## Телевидение
В Армении есть 48 частных телевизионных станций и 2 общедоступные сети с основными российскими каналами, широко доступными по всей стране. В 2008 году TRBNA модернизировала магистральную сеть до цифровой системы распределения на основе стандартов DVB-IP и MPEG2. По данным комитета Ассоциации телевидения Армении, уровень проникновения телевидения составляет 80% по данным 2011 года.

## Интернет
В Армении около 1 400 000 интернет-пользователей и около 65 279 интернет-хостов. Код страны (домен верхнего уровня) для Армении — .am, который использовался для AM-радиостанций и для взлома домена.
Единственная оптоволоконная связь национальной компании связи «Арментел» с Интернетом входит в Армению через Грузию (через Марнеули), а затем соединяется с остальной частью Интернета по подводному оптоволоконному кабелю в Черном море. Армения подключена к трансазиатско-европейской волоконно-оптической кабельной системе через Грузию, которая проходит вдоль железной дороги из Поти в Тбилиси до границы с Арменией возле Марнеули. В Поти кабель ТАЕ соединяется с подводной грузино-российской системой KAFOS, которая затем соединяется с Черноморской волоконно-оптической кабельной системой (BSFOCS). Совладельцем BSFOCS является Арментел. GNC-Alfa является крупнейшим независимым провайдером интернета и данных в Армении с инфраструктурой оптоволоконного кабеля протяженностью 1500 км и покрывает 70% территории Армении.

### Коммутируемый доступ
Коммутируемый доступ был основным видом связи в Армении в течение нескольких лет. Программа развития ООН (ПРООН) поддерживала коммутируемый доступ, начав с офиса в Армении в 1997 году и разработав сеть под названием «Freenet», которая достигла 6000 пользователей к 2000 году, с 1000 веб-сайтами и каждым пользователем, имеющим 3 Мб места для хранения электронной почты и 3 Мб для хранения веб-сайтов. К 2004 году использование выросло до 21 000 пользователей и 3000 веб-сайтов с увеличенным хранилищем. Был создан местный «Ереванский Интернет-обмен», изначально основанный на радиосвязи, а к 2004 году в основном на соединениях DSL. ПРООН рассматривала роль интернета как содействие демократии, с онлайн-форумами, обсуждающими права человека, окружающую среду, политические партии и конституцию Армении. В 2008 году коммутируемые соединения расширились, когда ЗАО «Телеком Армения» (ТМ «Билайн») начало эксплуатацию сети ADSL и вместе с Viva и Orange Armenia также внедрило портативные USB-модемы, которые работают в основном в сетях 3G и до сих пор очень популярны. Популярны в сельской местности, особенно в небольших горных деревнях, где проводная связь недоступна.

### Широкополосный доступ
Согласно официальной статистике Международного союза электросвязи, количество абонентов широкополосного доступа в Армении в 2017 году составило 315 319 пользователей или 10,76 пользователей на 100 человек.

#### ADSL
Большую часть DSL-подключений предлагает ЗАО «Телеком Армения» (ТМ «Билайн»). Некоторые другие интернет-провайдеры (Arminco, WEB, Bionet и другие) также предлагают подключение DSL, в основном, используя арендованную инфраструктуру ЗАО «Телеком Армения».

#### WiMAX
Бурное развитие WiMAX было зафиксировано в 2008–2010 годах. Два провайдера WiMAX, а именно Icon Communications и Cornet Ltd., работающие в диапазоне 3,6–3,8 ГГц с использованием IEEE 802.16e, достигли 2000 пользователей каждый, но вскоре исчезли с рынка из-за сильной конкуренции с операторами ADSL и FTTB. Корнет был закрыт, а Icon Communications была приобретена ЗАО «Телеком Армения» (Билайн).

#### FTTB
Волокно для широкополосного подключения к зданию предлагают как минимум четыре крупных оператора, а именно Viva, Ucom, ЗАО «Телеком Армения» (оператор ТМ Билайн) и GNC-Alfa (оператор OVIO). Все три компании предлагают услуги Triple Play, включая Интернет, IPTV и телефонную связь.

### Отключение интернета в Армении в 2011 г.
Отключение интернета произошло в Армении в апреле 2011 года, когда пожилая женщина из Грузии случайно перерезала подземный кабель, дающий доступ в Интернет в Армению.